# Lovska
Lovska je naselje u Republici Hrvatskoj u Sisačko-moslavačkoj županiji, u sastavu grada Novske.

## Zemljopis
Lovska se nalaze sjeverno od Novske na zapadnim obroncima Blatuškoga brda.

## Povijest
U Domovinskom ratu, Lovska je, kao i mnoga druga naselja sa srpskom većinom bila okupirana. Naselje je oslobođeno 18. studenoga u operaciji Orkan '91.

## Stanovništvo
Prema popisu stanovništva iz 2011. godine Lovska je imala 9 stanovnika.
| broj stanovnika | 276   | 265   | 301   | 389   | 480   | 486   | 496   | 481   | 441   | 445   | 427   | 319   | 275   | 228   | 11    | 9     | 10    |
|                 | 1857. | 1869. | 1880. | 1890. | 1900. | 1910. | 1921. | 1931. | 1948. | 1953. | 1961. | 1971. | 1981. | 1991. | 2001. | 2011. | 2021. |